# Арийски параграф
Арийският параграф (семантика: положение от арийския произход) е правило въз основа на което в обществени организации, корпорации и частни нестопански сдружения се възбранява членуването, респективно участието на неарийци, основно на евреи.
За първи път понятието е документирано в програмата на австрийския националистически лидер и изявен антисемит Георг фон Шенер от 1882 г., макар да е формулирано като такова още в 1878 г. по настояване на Рудолф Колиско за членовете на виенското академично братство „Либертас“.
В Царство България до приемането на Закона за защита на нацията е приемано за редно, без да е предписано законово, евреи рядко и трудно да проникват до армията /офицерството/; съдийството, особено висшето, както и до професурата, респективно - до науката. 